# Here's Some Love
Here's Some Love är ett musikalbum från 1976 av Tanya Tucker, med Jerry Crutchfield som producent.

## Låtlista
1. Here's Some Love
2. Round And Round The Bottle
3. Comin' Home Alone, textförfattare och kompositör var Dave Loggins
4. Gonna Love You Anyway
5. Holding On
6. You Just Loved The Leavin' Out Of Me, textförfattare och kompositör var Linda Hargrove
7. The Gospel Singer, textförfattare och kompositör var Tony Joe White
8. Take Me To Heaven
9. Short Cut
10. I Use The Soap

## Medverkande musiker
- Bobby Ogdin, keyboards
- Glenn Keener, akustisk gitarr
- Billy Sanford, el- och akustisk gitarr
- Jack Williams, bas
- Jerry Carrigan, trummor
- Steve Gibson, el- och akustisk gitarr
- Charlie McCoy, munspel och congas
- Larrie Londin, trummor
- Johnny Christopher, akustisk gitarr
- Shane Keister, keyboard
- Billy Puett, flöjt
- Nashville's Famous Strings